# Пис (река, впадает в Мексиканский залив)
Пис (англ. Peace River) — река в юго-западной части штата Флорида (США), впадающая в бухту Шарлотт, которая является частью Мексиканского залива. Длина реки составляет 171 км (по другим данным, 213 км).

## География

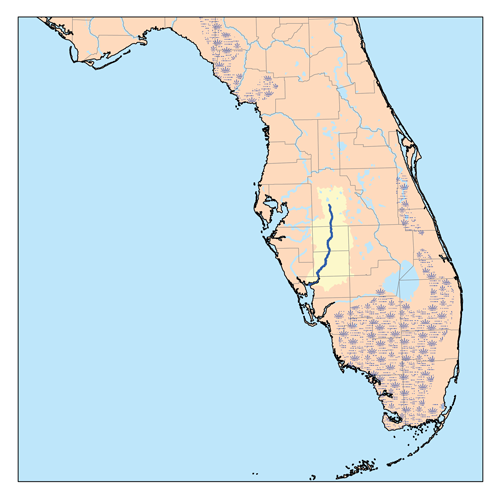
Бассейн реки Пис

Река Пис образуется в северной части округа Полк (Флорида), вблизи города Бартоу, на высоте 29 м, при слиянии рек Пис-Крик (Peace Creek) и Садл-Крик (Saddle Creek). После этого река течёт в южном, а затем в юго-западном направлении, протекая по округам Полк, Харди, Де-Сото и Шарлотт (Флорида). Помимо Бартоу, у реки находятся города Золфо-Спрингс, Аркейдия и Пунта-Горда. Река Пис впадает в бухту Шарлотт (Charlotte Harbor), которая является частью Мексиканского залива. 
Площадь водосборного бассейна реки Пис — 6087 км² (по другим данным, 5957 км²), средний расход воды — 33 м³/c. Водосборный бассейн реки Пис простирается на севере до болота Грин-Суомп, а на юге — до города Кейп-Корал. Помимо округов Полк, Харди, Де-Сото и Шарлотт, по которым протекает река, её бассейн включает в себя части округов Хилсборо, Манати и Сарасота на западе, Хайлендс и Глейдс на востоке, а также Ли на юге.
Притоки — Джошуа-Крик (Joshua Creek), Хорс-Крик (Horse Creek) и другие.